# Bohdan Hud´
Bohdan Wasylowycz Hud´ (ukr. Богдан Васильович Гудь, ur. 30 kwietnia 1956 w Litiatynie w obwodzie tarnopolskim) – ukraiński historyk i politolog. Specjalista w zakresie relacji i konfliktów ukraińsko-polskich w XIX i XX wieku, a także problematyki wschodniego wymiaru integracji europejskiej.

## Kariera naukowa
W 1978 roku ukończył historię na Uniwersytecie Lwowskim. W 1988 roku uzyskał stopień kandydata nauk historycznych na podstawie pracy Komsomoł Ukrainy jako aktywny pomocnik partii w mobilizacji młodzieży dla wypełnienia Programu Żywnościowego ZSRR w okresie XI pięciolatki. W 1991 roku został docentem w katedrze historii Ukrainy Politechniki Lwowskiej.
Od 2000 roku dyrektor Instytutu Integracji Europejskiej Uniwersytetu Narodowego im. Iwana Franki we Lwowie, doktor habilitowany, docent w Katedrze Stosunków Międzynarodowych i Służby Dyplomatycznej Lwowskiego Uniwersytetu Narodowego im. Iwana Franki. Profesor wizytujący w Centrum Europejskim Uniwersytetu Warszawskiego i w Instytucie Europeistyki Uniwersytetu Jagiellońskiego. Profesor nadzwyczajny w  Wyższej Szkole Administracji w Bielsku-Białej.
Od 2015 roku jest członkiem Polsko-Ukraińskiego Forum Historyków, powołanego pod auspicjami Instytutu Pamięci Narodowej i Ukraińskiego Instytutu Pamięci Narodowej. Przetłumaczył na jęz. ukraiński książkę Tomasza Sakiewicza Testament I Rzeczypospolitej.

## Wybrane prace
- Ukraińcy – Polacy: kto zawinił? (ukr. Українці–поляки: хто винен?, Lwów 2000),
- Zagłada Arkadii. Aspekty etniczne i społeczne konfliktów ukraińsko-polskich XIX – pierwszej połowy XX wieku (ukr. Загибель Аркадії. Етносоціальні аспекти українсько-польських конфліктів XIX – першої половини XX століття, Lwów 2006),
- Konflikty ukraińsko-polskie w epoce nowożytnej. Aspekt etniczny i społeczny (Українсько-польські конфлікти новітньої доби: етносоціальний аспект, Charków 2011).
- Ukraińcy i Polacy na Naddnieprzu, Wołyniu i w Galicji Wschodniej w XIX i pierwszej połowie XX wieku: zarys historii konfliktów społeczno-etnicznych,  Zalesie Górne 2013, Wyd. Pracownia Wydawnicza Zalesie Górne, ISBN 978-83-908538-6-4

## Nagrody
- Laureat Nagrody im. Iwana Wyhowskiego (2014) przyznawanej przez Studium Europy Wschodniej Uniwersytetu Warszawskiego[4].